# Kapovići
 Kapovići  (olaszul: Capovici) falu Horvátországban, Isztria megyében. Közigazgatásilag Sveti Lovrečhez tartozik.

## Fekvése
Az Isztria középső részén, Pazintól 18 km-re délnyugatra, községközpontjától 4 km-re délkeletre fekszik.

## Története
Lakosságát 1948-óta számlálják önállóan, akkor 9 lakosa volt. A második világháború után Jugoszlávia része lett. Jugoszlávia felbomlása után 1991-ben a független Horvátország része lett. 2011-ben mindössze egy lakosa volt.

## Lakosság
| Lakosság változása | Lakosság változása | Lakosság változása | Lakosság változása | Lakosság változása | Lakosság változása | Lakosság változása | Lakosság változása | Lakosság változása | Lakosság változása | Lakosság változása | Lakosság változása | Lakosság változása | Lakosság változása | Lakosság változása | Lakosság változása |
| ------------------ | ------------------ | ------------------ | ------------------ | ------------------ | ------------------ | ------------------ | ------------------ | ------------------ | ------------------ | ------------------ | ------------------ | ------------------ | ------------------ | ------------------ | ------------------ |
| 1857               | 1869               | 1880               | 1890               | 1900               | 1910               | 1921               | 1931               | 1948               | 1953               | 1961               | 1971               | 1981               | 1991               | 2001               | 2011               |
| 0                  | 0                  | 0                  | 0                  | 0                  | 0                  | 0                  | 0                  | 9                  | 16                 | 7                  | 5                  | 3                  | 2                  | 1                  | 1                  |